# Métaidoïoplastie
 (juillet 2022).
Si vous disposez d'ouvrages ou d'articles de référence ou si vous connaissez des sites web de qualité traitant du thème abordé ici, merci de compléter l'article en donnant les références utiles à sa vérifiabilité et en les liant à la section « Notes et références ».
La métaidoïoplastie est une procédure chirurgicale qui peut être utilisée pour les hommes trans qui souhaitent bénéficier d'une chirurgie de réassignation sexuelle dans le cadre de leur transition de genre.
Cette opération ne peut se faire qu'une fois que le patient a suivi une thérapie de remplacement par la testostérone. En effet, cette thérapie élargit progressivement le clitoris vers une taille moyenne de 4-5 cm, étant donné que le clitoris et le pénis ont un développement analogue. Lors de la métaidoïoplastie, le chirurgien sépare le clitoris des petites lèvres, et sectionne son ligament suspenseur, afin de le ramener à une position approximative de pénis. Il en résulte un petit pénis d'environ 5-7cm.

## Indication
Cette opération peut être proposée pour les hommes trans qui souhaitent bénéficier d'une chirurgie de réassignation sexuelle dans le cadre de leur transition de genre. Elle nécessite cependant que la thérapie de remplacement par la testostérone ait suffisamment allongé le clitoris, ce qui n'est pas le cas chez tous les hommes trans sous traitement hormonal.

## Opération
1. La peau entourant le clitoris est incisée sur la face inférieure. Les branches latérales qui suspendent le tissu en place sont coupées, ce qui libère le tissu clitoridien de l'os pubien.
2. Si l'urètre doit être étendu, le processus prévoit d'utiliser les tissus muqueux provenant de la zone vaginale ou de l'intérieur de la bouche/des joues. Une greffe de l'intestin est une autre éventuelle possibilité. Les petites lèvres peuvent être utilisées pour protéger le greffon, ainsi qu'assurer une plus grande circonférence. Un cathéter est placé dans l'extension pour faciliter la cicatrisation qui dure de deux à trois semaines.
3. Le néopénis est ensuite créé avec la peau en coupant les petites lèvres et l'emballage autour du tissu, le tout étant fixé avec des points. La scrotoplastie est habituellement réalisée en même temps que la métaidoïoplastie. La vaginectomie, l'hystérectomie et/ou l'ovariectomie peuvent également être réalisées à ce moment si elles ne sont pas déjà faites.

### Techniques alternatives
Si une métaidoïoplastie est réalisée sans étendre l'urètre et/ou effectuer une scrotoplastie, l'opération est parfois appelée libération clitoridienne. Cette opération coûte moins cher qu'une métaidoïoplastie complète, mais elle ne permet pas d'uriner à travers le néopénis en position debout. Cependant, cette chirurgie comporte moins de risques parce que le système urinaire reste inchangé sans l'extension urétrale, en offrant tout de même une apparence visuelle de métaidoïoplastie complète, avec la possibilité d'utiliser les néopénis pour la pénétration sexuelle. La vaginectomie est une option avec cette chirurgie.

### Complications
Les complications urinaires sont fréquentes : sténoses dans 9 % des cas et fuites dans 15% des cas. 

## Comparaison avec la phalloplastie
La métaidoïoplastie est une technique plus simple que la phalloplastie, qui coûte moins cher, et qui comporte moins de complications potentielles. Cependant, les patients effectuant la phalloplastie sont beaucoup plus susceptibles d'avoir des rapports sexuels avec pénétration, après qu'ils se sont remis de l'opération.
Pour la phalloplastie, le chirurgien fabrique un néopénis par greffes de tissus d'un site donneur (tel que le bras ou la jambe du patient). Une opération chirurgicale de phalloplastie dure environ de 8 à 10 heures, et peut être suivie par une seconde opération d'implants de prothèses érectiles.
La métaidoïoplastie requiert typiquement de 2 à 3 heures pour être complète. Parce que le tissu érectile du clitoris fonctionne normalement, une prothèse n'est pas nécessaire pour l'érection (bien que le clitoris ne puisse pas devenir aussi rigide qu'une érection pénienne). Dans presque tous les cas, les patients ayant reçu une métaidoïoplastie peuvent continuer à avoir des orgasmes clitoridiens après l'opération.